# Hotel Giant
Hotel Giant — симулятор бизнеса, разработанный Enlight и выпущенный JoWood Productions для Windows. Саундтреки были написаны Бьёрном Люнне.

## Описание
Цель игры — построить отель и повысить его качество. Пользователь начинает с готового здания, в которое он добавляет комнаты и отделы (ресторан, бар и другие), размещает в комнатах полезные и декоративные предметы и настраивает детали отеля, такие как реклама, создание пакетов и повышение зарплаты работникам. Сделав это, пользователь открывает двери отеля и начинает следить за тем, что в нём происходит. Игра повторяет стили игр серии «Tycoon» (Railroad Tycoon, RollerCoaster Tycoon, Zoo Tycoon и т. д.), в которых игрок создаёт заведение и следит за всем происходящем в нём, время от времени исправляя и добавляя всё то, что не хватает или является низкокачественным. В 2008 году вышла вторая часть игры с улучшенной графикой, большей функцией и новыми кампаниями.

## Версии
Всего существует 3 версии игры:
- Hotel Giant
- Hotel Giant 2[2]
- Hotel Giant DS

## Рецензии
| Сводный рейтинг    | Сводный рейтинг |
| Агрегатор          | Оценка          |
| ------------------ | --------------- |
| Metacritic         | 59/100          |
| Иноязычные издания |                 |
| Издание            | Оценка          |
| CGM                | [ 4 ]           |
| CGW                | [ 5 ]           |
| GameSpy            | 79              |

Hotel Giant получил «золотую» награду за продажи от Ассоциации издателей программного обеспечения для развлечений и отдыха (ELSPA), что указывает на то, что в Великобритании было продано не менее 200 000 копий.
Игра получила довольно плохой приём, средний показатель Metacritic составил 54%. D+PAD сказал, что любые плюсы «перевешивались некоторыми из минусов, в первую очередь повторяющимся и неинтересным характером игрового процесса». IT Reviews отметили, что игра «не очень увлекательная», а игрок может получить «больше удовольствия от старой, подержанной копии SimTower».